# Thelma King
Thelma King Harrison (31 de enero de 1921 - 7 de noviembre de 1993) fue una abogada, periodista, docente y activista política panameña, considerada una de las voces políticas más destacadas entre las décadas de 1950 y 1960. Fue reconocida por apoyar fervientemente la causa de la soberanía panameña sobre la Zona del Canal.
En el periodo de 1960 a 1964 fue la única diputada mujer electa para la Asamblea Nacional. Durante este periodo, presentó una ley para cambiar el nombre del puente construido por los estadounidenses, de Thatcher Ferry a Puente de las Américas.

## Publicaciones
- El problema de la soberanía en las relaciones entre Panamá y los Estados Unidos de América (1961).[4][5]